# Vakó

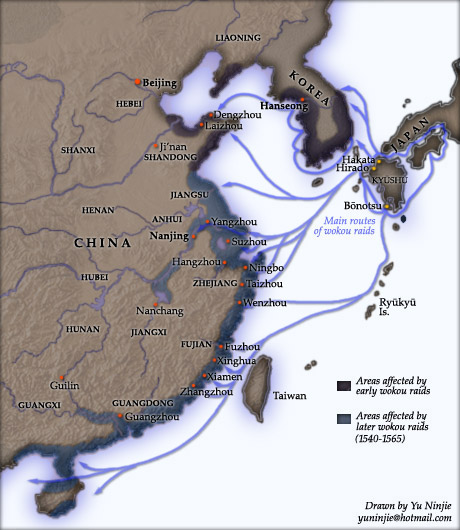
16. századi kalóztámadások

A vakók Kelet-Ázsia partjait fosztogató, kevert nemzetiségű kalózok voltak. A szó jelentése „japán kalóz” vagy „törpe kalóz”.

## Történetük
A vakó kalózok két elkülöníthető korban tevékenykedtek. Az első vakók félreeső japán szigeteken rendezkedtek be és túlnyomó részt japánok volt. Ezzel szemben a későbbi, 16. századi vakók között már alig találunk japánokat. Kezdetben a vakók egyaránt támadtak japán, kínai és koreai területeket. Fő táborhelyeik Cusima, Iki és Gotó szigeteken voltak. A 14. század folyamán különösen sok támadás érte Koreát, ezért Csong Mongdzsu minisztert követként Japánba küldték, hogy közös megoldást találjanak a problémára. Ott tartózkodása során Imagava Szadajo parancsnok vezetésével sikerült elfojtaniuk a kalózkodást. A zsákmányt és az elhurcolt embereket később visszajuttatták Koreába. 1405-ben Asikaga Josimicu sógun elfogott, majd kiadott Kínának 20 kalózt, akiket élve megfőztek Ningpo (Ningbo) városában.
1419-ben Korea támadást indított a Cusima szigeti kalózbázisok ellen. Ji Csongmu tábornok 227 hajóval, melyek több mint 17000 katonát szállítottak, indult meg Kodzse szigetről 1419. június 19-én. Az útvonal kidolgozásában elfogott japán kalózok voltak segítségére, akiket követként előre küldött, hogy megadásra szólítsák fel a vakókat. Miután nem kapott választ, Ji Csongmu megindította a támadást. A hadjárat során a koreai seregek 129 kalózhajót süllyesztettek el, majdnem 2000 házat elpusztítottak és 135 part menti lakost őrizetbe vettek. Emellett felszabadítottak 139 kínai és koreai foglyot és 21 rabszolgát. A hadjárat után a vakó támadások száma drasztikusan csökkent.

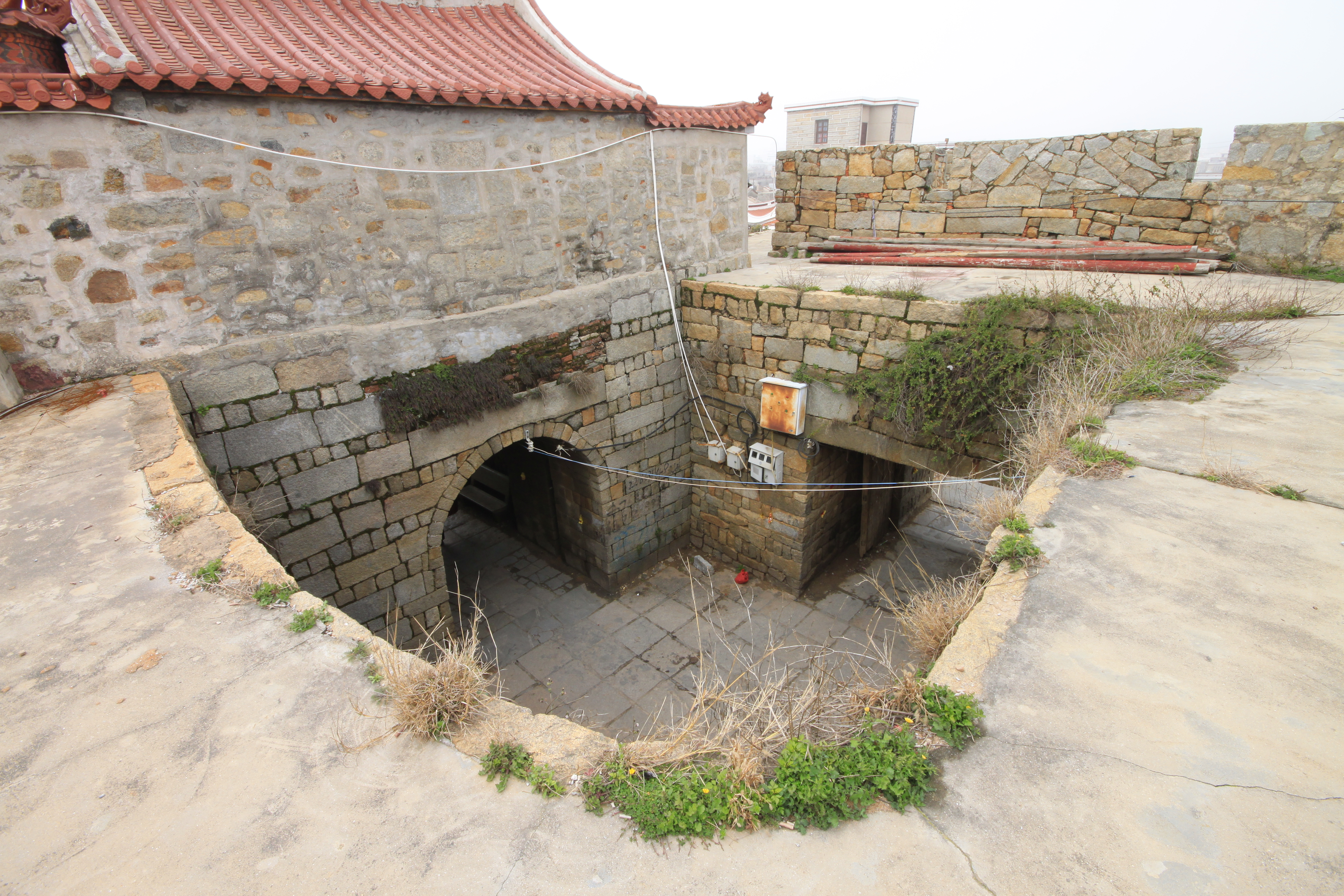
A Fucsien (Fujian) tartomány partjainál található Csungvu (Chongwu) erőd egyik bejárata (1384 körül épült)

A 16. századra a vakók nagy része már kínai volt. A Ming-dinasztia Csi Csikuang (Qi Jiguang) és Yü Taju (Yu Dayou) tábornokokat bízta meg a partvidék védelmére és a kalózok elleni harcra. Munkájukat nagyban megnehezítette, hogy a hivatalnokok egy része jó kapcsolatot ápolt a kalózokkal. A Ming-korban hatalmas méreteket öltő korrupciónak köszönhetően a hivatalnokok könnyen lefizethetőek voltak, a kalózok tevékenységéből pedig jelentős hasznot húzhattak. Fucsien (Fujian) tartományban a mai napig megtekinthető néhány kalózok ellen épített erőd; ezek közül a Csungvu (Chongwu) erőd maradt fenn a legjobb állapotban.

## Vita a származásukról

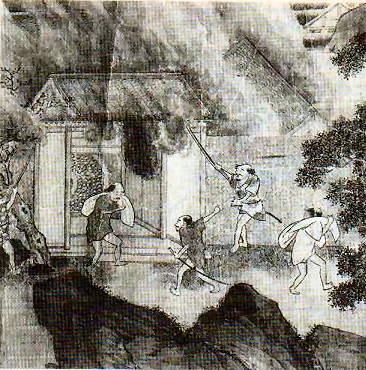
Vakók támadása (14. századi festmény)

A vakók származása és etnikai összetétele régóta vita tárgyát képezi, már több elmélet is napvilágot látott ezzel kapcsolatban.
Takeo Tanaka, a Tokió Egyetem professzora 1966-ban azt állította, a vakók félreeső Japán szigeteken letelepedett koreaiak voltak. A Korjo-dinasztia idejéből származó adatok szerint azonban a 14. században Koreát ért kalóztámadásokért túlnyomó többségben japánok voltak a felelősek. Ezzel szemben Kínai források azt állítják, hogy partjaikat fosztogató kalózok kivétel nélkül kínaiak voltak, és még a legelső vakók sem voltak japánok.
A ma leginkább elfogadott elméletet Soszuke Murai dolgozta ki 1988-ban. Eszerint a vakók a kezdetektől fogva vegyes etnikai összetételűek voltak. Murai szerint ezek a kalózsorba kényszerült emberek szinte semmi befolyással nem rendelkeztek; olyan területeken éltek, melyek nem tartoztak hivatalosan egyik birodalomhoz sem. Az elmélet támogatói többek között arra is felhívják a figyelmet, hogy az egyik leghíresebb korai vakó vezető, Adzsibaldó japánként, kínaiként, koreaiként és „szigetlakóként” is számon van tartva különböző forrásokban.

## Fordítás
- Ez a szócikk részben vagy egészben  a   Wokou című angol Wikipédia-szócikk ezen változatának fordításán alapul.  Az eredeti cikk szerkesztőit annak laptörténete sorolja fel. Ez a jelzés csupán a megfogalmazás eredetét és a szerzői jogokat jelzi, nem szolgál a cikkben szereplő információk forrásmegjelöléseként.